# Сезонность респираторных инфекций
Сезонность респираторных инфекций — феномен колебаний заболеваемости различными инфекциями дыхательных путей в течение года с сохранением схожего характера колебаний из года в год в одни и те же периоды, либо в зависимости от условий окружающей среды, в том числе из-за метеорологических условий. Из-за увеличения заболеваемости зимой и ощущаемой связи с холодным временем года во многих языках острые респираторные инфекции называют простудными заболеваниями, а раньше существовали убеждения, что острые респираторные инфекции могут возникать следом за охлаждением. По современным научным представлениям простуда вызывается различными вирусами, а воздействию холода не придают большого значения, однако существует некоторая взаимосвязь между частотой заболеваемости и тяжестью течения болезней, с одной стороны, и низкими температурой и влажностью воздуха, с другой.
Общепринятой же является гипотеза о том, что в холодное время года увеличиваются шансы на распространение вирусных инфекций, поскольку люди, скапливаясь, проводят больше времени рядом друг с другом в замкнутых помещениях. Также считается, что холодный воздух снижает естественную сопротивляемость инфекциям у носовых путей. Не исключается и запуск каких-либо патофизиологических процессов в случае охлаждения поверхности лица или тела. Обнаружен также эффект подавления одних вирусов другими, что тоже может значительно сказываться на сезонности одних вирусов по отношению к другим. Существуют и другие гипотезы по влиянию температуры на заболеваемость, каждая из которых может в той или иной степени вносить свой вклад в заболеваемость.

## Сезонность вирусных инфекций
Распределение доли разных вирусов в разное время года — различное. Вирусы без оболочки, в число которых входят риновирусы и аденовирусы, обычно присутствуют в течение всего года, но могут иметь сезонные колебания, которые могут быть обусловлены, в том числе, социальными факторами, например, началом учебного года в сентябре. Однако заболеваемость энтеровирусами, которые тоже не имеют оболочки, обычно приходится на лето, причины чего пока остаются не выясненными.  Вирусы, покрытые оболочкой, по предпочтительности температуры условно можно разделить на зимние и летние. К зимним можно отнести респираторно-синцитиальный вирус, метапневмовирус человека, вирусы гриппа А и B и коронавирусы, а к летним — вирусы парагриппа 1-го—3-го типов, которые наиболее активны в летние и осенние месяцы.

### Конкуренция вирусов
Сезонность отдельных вирусов может обуславливаться также конкуренцией между вирусами. В 2019 году опубликован результат многолетнего исследования, выявившего эффект подавления одних вирусов другими в организме-хозяине, в частности, когда человек заражён риновирусом, тот препятствует размножению вируса гриппа, и наоборот. Это позволяет предположить конкуренцию вирусов как один из механизмов сезонности разных вирусных инфекций. Сама же конкуренция может быть обусловлена, например, выработкой в ответ на заражение интерферона, который защищает здоровые клетки от дальнейшего заражения вирусами, повреждением используемых вирусами рецепторов на поверхности клеток, что происходит в случае вирусов гриппа, либо гибелью самих клеток.

## Связь с погодными условиями

### Корреляция с температурой и влажностью воздуха
Исследования, в которых анализ данных включал диапазон температур от −30 °C до 30 °C, показали, что заболеваемость острыми респираторными инфекциями начинает увеличиваться при температуре воздуха от 0 °C до −5 °C, а среди заболеваний в исследовании доминировали простуда и фарингит, частота которых увеличивалась с уменьшением температуры. Инфекции нижних дыхательных путей, такие как пневмония, возникали чаще при температуре от 0 °C до 10 °C, а дальнейшее снижение или повышение температуры снижало риск. Отличия в моделях заболеваемости у верхних и нижних дыхательных путей объясняются разными механизмами подогрева вдыхаемого воздуха. При этом инфекции нижних дыхательных путей иногда сопровождают простудные заболевания.
Температура оказывает значимое влияние на сезонность вирусов, однако сезонность отдельных вирусов также зависит от относительной и абсолютной влажности. Снижение абсолютной влажности воздуха также увеличивает частоту случаев респираторных инфекций, а более всего увеличивается частота фарингитов. Одно из объяснений взаимосвязи с влажностью заключается в том, что некоторые вирусы лучше всего выживают в сухом и холодном воздухе, что было продемонстрировано в экспериментах с гриппом на животных, а эпидемии вирусов гриппа случаются как раз зимой при низкой температуре и низкой абсолютной влажности. Оболочка вируса гриппа A в тёплых условиях становится неупорядоченной, что может приводить к повреждениям. Тем не менее, вирус гриппа A круглый год циркулирует в странах Юго-Восточной Азии, находящихся ближе к экватору, где высокие температура и влажность. Сезонность же гриппа А начинает проявляться при удалении от экватора, в умеренном климате, и ассоциируется с выраженной зимой или муссонными дождями.
Есть также вирусы, которые выживают при высокой относительной влажности. Например, аденовирус наиболее стабилен при высокой относительной влажности, близкой к 80 %, а наиболее предпочтительная для него температура, согласно одному из исследований, близка к 9 °C. Также известно, что риновирусы не могут выживать в условиях сухого воздуха.
В одном из исследований выявилось, что частота заболеваний увеличивается после 3 дней, в течение которых снижается температура. Также всплески заболеваний обнаруживались и через две недели после падения абсолютной влажности. Исследования в Греции показали, что наибольшее число консультаций с врачами происходит через 15 дней после падения температуры. Падение температуры на 10 °C увеличивало количество консультаций на 28 %. В этих исследованиях тоже выявилась трёхдневная задержка в увеличении заболеваемости. Таким образом, падение температуры воздуха в течение трёх дней может приводить к всплеску заболеваемости примерно через 2 недели. Однако объяснений подобным закономерностям пока нет.
Точной взаимосвязи для разных вирусов между температурой, относительной и абсолютной влажностью пока не установлено.

### Связь с уровнем солнечного излучения
На сезонность также может влиять солнечный свет, в частности, уровень ультрафиолетового излучения из состава солнечного света, который меняется в зависимости от времени года. В зимнее время года снижается количество солнечного света, попадающего на поверхность земли, а также снижается общая продолжительность дня, в течение которой светит солнце. Солнечный свет и ультрафиолетовое излучение могут способствовать деактивации частиц вируса, попавших в воздух или на какие-либо поверхности, через которые может происходить передача инфекции. Исследования коронавирусов показали, что есть зависимости между уровнем ультрафиолетового излучения и заболеваемостью коронавирусами. в совокупности в другими климатическими параметрами низкий уровень ультрафиолетового излучения и сниженная продолжительность дня могут повышать выживаемость вирусов.

### Гипотеза об охлаждении носовых путей
При изменении температуры воздуха в организме запускаются внутренние механизмы саморегуляции, благодаря чему температура тела обычно держится на одном и том же уровне, а возможные колебания в нормальных условиях составляют не более 1 °C. Общее же охлаждение организма может вызывать рефлекторное сужение сосудов, в том числе и в носу, при котором снижается приток крови, и, соответственно, уменьшается снабжение лейкоцитами. Однако в холодную погоду люди обычно хорошо одеваются, поэтому влияние холода на организм в целом маловероятно и не соотносится с сезонными изменениями. Температура же эпителия носовых проходов держится ниже уровня температуры человеческого тела и может понижаться со снижением температуры воздуха. Вероятнее всего, охлаждение носовых путей холодным воздухом снижает защитные возможности респираторного эпителия против вирусов, повышая риск заражения. В таком случае наиболее эффективной профилактикой могло бы стать предварительное согревание вдыхаемого воздуха.
Многие известные вирусы простуды, включая риновирусы, размножаются лучше всего при температуре в 33 °C, что соответствует температуре эпителия в носовых проходах. Существует гипотеза, что повышение температуры тела является естественной реакцией организма на вирусы, в результате чего повышается температура носовых проходов, замедляя репликацию вируса, и ускоряются обменные процессы, что может привести к повышению эффективности фагоцитоза, перемещения нейтрофилов, пролиферации Т-лимфоцитов и выработки интерферона. В частности, при температуре 37 °C повышается выработка интерферона первого типа в ответ на инфекцию, что в значительной степени препятствует репликации вируса. Однако некоторые исследования, в которых клетки не вырабатывали интерферон, показали, что при этой температуре в заражённых клетках работают ещё два независимых механизма, снижающих скорость репликации вируса: раньше происходит апоптоз и эффективнее работает рибонуклеаза L.
Также частой бывает ситуация, когда единовременно заложена только одна ноздря носа, но заложенность периодически чередуется между ноздрями, что тоже может оказаться защитной реакцией организма, позволяющей держать заложенную ноздрю подогретой до температуры человеческого тела в течение нескольких часов, препятствуя репликации вирусов. Подобное чередование называется носовым циклом.

### Другие гипотезы о воздействии холода
Хотя исследования воздействия холода ещё в 1960-х годах опровергли теорию о том, что охлаждение резко повышает шансы на заражение, некоторые учёные ставят под сомнение качество экспериментов тех времён, поскольку те или иные объяснения сезонных изменений заболеваемости пока не доказаны. Так, снова высказываются гипотезы о возможном влиянии охлаждения организма на предрасположенность к заражению или об активации бездействующих вирусов из-за понижения температуры.
Существуют также предположения о том, что из-за холода бессимптомно протекающие инфекции переходят в симптоматические. В пользу этой гипотезы может говорить исследование периодического охлаждения стоп, в котором некоторые испытуемые чаще заболевали, объяснением чего может быть, например, вазомоторный рефлекс в носу из-за сужения сосудов в результате охлаждения стоп. При этом заболевания возникали не сразу после охлаждения, а через 4 или 5 дней. Возможно, что на момент охлаждения стоп у некоторых испытуемых, которые сами того не подозревали, уже была субклиническая инфекция, вызванная вирусами простуды, а вазомоторный рефлекс лишь спровоцировал появление симптомов. Другое же исследование на мышах показало, что риновирусы быстрее размножаются при более низких температурах клеток. Однако исследование с охлаждением стоп основывается на сообщениях самих людей без проведения каких-либо медицинских тестов, поэтому на текущий момент является спорным, но удивительно схоже с другим исследованием, где из-за охлаждения стоп у некоторых активизируется цистит.

### Фактическое влияние холода на организм
Хотя различные гипотезы по взаимосвязи холодного воздуха и уровня заболеваемости пока остаются недоказанными, холод действительно оказывает некоторое воздействие на организм. В частности холод приводит к сужению подкожных сосудов и повышению артериального давления. При этом исследования криозаморозки в медицинских целях не показали каких-либо изменений в составе крови, кроме значительного выброса адреналина. Не исключается, что причиной повышения давления в холодную погоду и является адреналин. Поэтому холод может быть опасен гипертоникам и пожилым людям. Воздействие холода на организм также зависит от телосложения. Высокие люди охлаждаются быстрее, в то время как наличие подкожного жира хорошо помогает сохранять тепло в организме. Сужение же кровеносных сосудов на холоде хотя и снижает потери тепла в организме, но повышает риски обморожения ушей, носа, а также пальцев рук и ног.